# Верехани-Колонія
Верехани-Колонія (пол. Werechanie-Kolonia; укр. Верехани-Колонія) — колонія у Польщі, розташоване в Люблінському воєводстві Томашівського повіту, ґміни Рахане.